# Collection I
Collection I (первоначально известный как просто Misfits) — сборник американской хоррор-панк группы The Misfits, выпущенный в 1986 году на CD, а в 1988 году — на виниле и кассетах. В 1995 году последовало продолжение Collection II, а в 1996 году оба сборника вошли в бокс-сет «The Misfits».

## О сборнике
Сборник вышел в 1986 году на лейбле Данцига Plan 9 и Caroline Records. Доход от продаж Collection I (равно как от Evillive и Legacy of Brutality) получал только Данциг, что вылилось в судебную тяжбу между ним с одной стороны и Онли и Дойлом — с другой. В 1995 году стороны пришли к соглашению, в результате которого треть доходов отошла Онли, а треть — участвовавшим в записи треков гитаристам.
Джон Дуган (AllMusic) описал Collection I как отличный выбор для новичков, так как он даёт «максимум Misfits за ваши деньги» и «всё, что сделало их прекрасными, — здесь». В книге «The Complete Misfits Discography» указано, что сборник представляет интерес и для фанатов, так как здесь присутствуют ранее неизданные версии песен с лучшим звуком.

## Список композиций
Сторона А
1. «She» — 1:22
2. «Hollywood Babylon» — 2:20
3. «Bullet» — 1:38
4. «Horror Business» — 2:45
5. «Teenagers from Mars» — 2:43
6. «Night of the Living Dead» — 1:57
7. «Where Eagles Dare» — 2:07
8. «Vampira» — 1:21
9. «I Turned into a Martian» — 1:43
10. «Skulls» — 1:49

Сторона Б
1. «London Dungeon» — 2:24
2. «Ghouls Night Out» — 1:58
3. «Astro Zombies» — 2:11
4. «Mommy Can I Go Out and Kill Tonight?» — 2:01
5. «Die, Die My Darling» — 3:09
6. «Earth A.D.» — 2:09
7. «Devilock» — 1:26
8. «Death Comes Ripping» — 1:53
9. «Green Hell» — 1:53
10. «Wolfs Blood» — 1:11

## Участники записи
- Гленн Данциг — вокал, гитара
- Джерри Онли — бас-гитара, бэк-вокал
- Фрэнч Кома — гитара
- Бобби Стил — гитара
- Doyle Wolfgang von Frankenstein — гитара, бэк-вокал
- Mr. Jim — ударные
- Джои Имэдж — ударные
- Артур Гуги — ударные
- Robo — ударные

Студии:
- 1978 °C.I. Recording (2-3)
- 1979 °C.I. Recording (4-5, 7)
- 1980 Master Sound (6, 8, 10-13)
- 1981 Mix-O-Lydian (9)
- 1983 Fox Studio (14-20)
- 1985 Reel Platinum (1)[7]